# Pływanie na Letnich Igrzyskach Olimpijskich 1968 – 400 m stylem dowolnym mężczyzn
400 m stylem dowolnym mężczyzn – jedna z konkurencji pływackich rozgrywanych podczas XIX Igrzysk Olimpijskich w Meksyku. Eliminacje odbyły się 22 października, a finał 23 października 1968 roku.
Mistrzem olimpijskim został Amerykanin Mike Burton, czasem 4:09,0 ustanawiając nowy rekord olimpijski. Srebrny medal wywalczył rekordzista świata Ralph Hutton z Kanady (4:11,7). Brąz zdobył Francuz Alain Mosconi, uzyskawszy czas 4:13,3.

## Rekordy
Przed zawodami rekord świata i rekord olimpijski wyglądały następująco:
| Rekord            | Zawodnik        | Czas   | Miejsce | Data                 |       |
| ----------------- | --------------- | ------ | ------- | -------------------- | ----- |
| Rekord świata     | Ralph Hutton    | 4:06,5 | Lincoln | 1 sierpnia 1968      | [ 1 ] |
| Rekord olimpijski | Don Schollander | 4:12,2 | Tokio   | 15 października 1964 | [ 2 ] |

W trakcie zawodów ustanowiono następujące rekordy:
| Data            | Etap konkurencji | Zawodnik    | Czas   | Rekord |
| --------------- | ---------------- | ----------- | ------ | ------ |
| 23 października | finał            | Mike Burton | 4:09,0 | OR     |

## Wyniki

### Eliminacje
| Miejsce | Wyścig | Zawodnik                   | Państwo           | Czas     | Uwagi |
| ------- | ------ | -------------------------- | ----------------- | -------- | ----- |
| 1.      | 2      | Graham White               | Australia         | 4:17,0   | Q     |
| 2.      | 1      | John Nelson                | Stany Zjednoczone | 4:18,7   | Q     |
| 3.      | 4      | Alain Mosconi              | Francja           | 4:19,0   | Q     |
| 4.      | 3      | Mike Burton                | Stany Zjednoczone | 4:19,3   | Q     |
| 5.      | 3      | Greg Brough                | Australia         | 4:19,6   | Q     |
| 6.      | 6      | Brent Berk                 | Stany Zjednoczone | 4:20,2   | Q     |
| 7.      | 6      | Hans Fassnacht             | RFN               | 4:20,7   | Q     |
| 8.      | 5      | Ralph Hutton               | Kanada            | 4:21,0   | Q     |
| 9.      | 2      | Siemion Belits-Geiman      | ZSRR              | 4:22,7   |       |
| 10.     | 4      | Greg Rogers                | Australia         | 4:22,7   |       |
| 11.     | 2      | Guillermo Echevarría       | Meksyk            | 4:24,0   |       |
| 12.     | 5      | Gunnar Larsson             | Szwecja           | 4:25,0   |       |
| 13.     | 2      | Julio Arango               | Kolumbia          | 4:25,8   |       |
| 14.     | 2      | Alfred Müller              | NRD               | 4:26,4   |       |
| 15.     | 6      | Juan Alanís                | Meksyk            | 4:27,4   |       |
| 16.     | 6      | Ron Jacks                  | Kanada            | 4:29,4   |       |
| 17.     | 1      | Francis Luyce              | Francja           | 4:30,3   |       |
| 18.     | 3      | Jean-François Ravelinghien | Francja           | 4:30,7   |       |
| 19.     | 1      | Władysław Wojtakajtis      | Polska            | 4:31,1   |       |
| 20.     | 5      | Pano Capéronis             | Szwajcaria        | 4:31,4   |       |
| 21.     | 5      | Ørjan Madsen               | Norwegia          | 4:31,8   |       |
| 22.     | 3      | Werner Krammel             | RFN               | 4:34,0   |       |
| 23.     | 3      | Jorge Urreta               | Meksyk            | 4:34,3   |       |
| 24.     | 5      | Sven von Holst             | Szwecja           | 4:35,0   |       |
| 25.     | 4      | Achmied Anarbajew          | ZSRR              | 4:35,1   |       |
| 26.     | 4      | Fernando González          | Ekwador           | 4:35,3   |       |
| 27.     | 1      | Mátyás Borlói              | Węgry             | 4:35,4   |       |
| 28.     | 6      | Jorge González             | Portoryko         | 4:38,1   |       |
| 29.     | 1      | Gregorio Fiallo            | Kuba              | 4:41,5   |       |
| 30.     | 2      | Csaba Csatlós              | Węgry             | 4:47,6   |       |
| 31.     | 5      | Tony Asamali               | Filipiny          | 4:47,6   |       |
| 32.     | 6      | Rubén Guerrero             | Salwador          | 4:50,8   |       |
| 33.     | 1      | Michael Goodner            | Portoryko         | 5:00,2   |       |
| 34.     | 5      | Andrew Loh                 | Hongkong          | 5:03,6   |       |
| 35.     | 3      | Ronnie Wong                | Hongkong          | 5:05,7   |       |
| 36.     | 4      | Friedrich Jokisch          | Salwador          | 5:09,2   |       |
| 37.     | 2      | Robert Loh                 | Hongkong          | 5:10,1   |       |
| 41. !   | 1      | Carlos van der Maath       | Argentyna         | 9:99,9 ! | DNS   |
| 41. !   | 4      | José Alvarado              | Salwador          | 9:99,9 ! | DNS   |
| 41. !   | 4      | Roosevelt Abdulgafur       | Filipiny          | 9:99,9 ! | DNS   |
| 41. !   | 6      | Anthony Jarvis             | Wielka Brytania   | 9:99,9 ! | DNS   |

### Finał
| Miejsce | Zawodnik       | Państwo           | Czas   | Uwagi |
| ------- | -------------- | ----------------- | ------ | ----- |
| 1. !    | Mike Burton    | Stany Zjednoczone | 4:09,0 | OR    |
| 2. !    | Ralph Hutton   | Kanada            | 4:11,7 |       |
| 3. !    | Alain Mosconi  | Francja           | 4:13,3 |       |
| 4.      | Greg Brough    | Australia         | 4:15,9 |       |
| 5.      | Graham White   | Australia         | 4:16,7 |       |
| 6.      | John Nelson    | Stany Zjednoczone | 4:17,2 |       |
| 7.      | Hans Fassnacht | RFN               | 4:18,1 |       |
| 8.      | Brent Berk     | Stany Zjednoczone | 4:26,0 |       |